# ウ・ジョーティカ・セヤドー
ウ・ジョーティカ・セヤドー（Sayadaw U Jotika、1947年8月 - ）は、ミャンマーのテーラワーダ仏教僧侶。

## 経歴・人物
1947年8月、ミャンマーのモン州モーラミャインでムスリムの家庭に生まれる。ローマン・カトリックのミッション・スクールで基礎教育を受ける。若年期には様々な宗教や西洋の哲学、心理学、自然科学に接したが、制度宗教を信じることはなかった。
大学で電気工学を学び、1973年にラングーン工科大学（現・ヤンゴン工科大学）を卒業。電気技師となる。仏教瞑想に強い関心をもつようになった。人生が不満足であることや、多くの人は主に健康や官能的な喜び、名声、権力、地位を得るために貴重な時間を費やすということに気付く。
結婚し二子を儲けていたが、26歳で家族を残して沙弥となり、のちに出家しテーラワーダの比丘となる。著作“Snow in the Summer”で国際的に名が知られた。ミャンマーのヤンゴンを拠点としつつ、外国での瞑想指導もしばしば行っている。ビルマ語の著作は20冊以上が出版されている。英語に堪能で西洋文化にも造詣が深く、英文著作は世界中で読まれている。

## 和訳された著作

### 書籍
- 『ゆるす―読むだけで心が晴れる仏教法話―』　魚川祐司訳、新潮社、2015年
- 『自由への旅』　魚川祐司訳、新潮社、2016年11月

### 書籍化された著作の別バージョン
- 『ネガティブなことへの対処法』　魚川祐司訳、2013年[4]
- 『許すこと』　魚川祐司訳、2013年[5]
- 『自由への旅』　魚川祐司訳、2013年[6][注釈 2]

### 書籍化されていない著作
- 『スノー・イン・ザ・サマー』　魚川祐司訳、2013年[7]